# Ostheim, Haut-Rhin

Ostheim este o comună în departamentul Haut-Rhin din estul Franței. În 2009 avea o populație de 1.598 de locuitori.

## Evoluția populației
| An        | 1975  | 1982  | 1990  | 1999  | 2006  | 2009  |
| --------- | ----- | ----- | ----- | ----- | ----- | ----- |
| Populație | 1.265 | 1.335 | 1.335 | 1.371 | 1.540 | 1.598 |